# Pacifische pluimoor
De Pacifische pluimoor (Pseudocolaptes johnsoni) is een zangvogel uit de familie Furnariidae (ovenvogels). Deze vogel is genoemd naar de Zweedse industrieel Axel Axelson Johnson (1876-1958).

## Verspreiding en leefgebied
Deze soort komt voor in Colombia en Ecuador.

## Status
De grootte van de populatie is niet gekwantificeerd maar de soort wordt omschreven als schaars met een versnipperde verspreiding. Op de Rode lijst van de IUCN heeft deze soort de status niet bedreigd.